# Кепрешть
Кепрешть (рум. Căprești) — село у Флорештському районі Молдови. Входить до складу комуни, адміністративним центром якої є село Проденешть.

## Населення
За даними перепису населення 2004 року у селі проживали 837 осіб.
Національний склад населення села:
| Національність       | Кількість осіб | Відсоток |
| -------------------- | -------------- | -------- |
| молдавани            | 647            | 77,3%    |
| українці             | 161            | 19,2%    |
| цигани               | 15             | 1,8%     |
| росіяни              | 11             | 1,3%     |
| болгари              | 1              | 0,1%     |
| інша / без відповіді | 2              | 0,2%     |
| Всього               | 837            | 100%     |